# Demokratyczna Partia Odnowy

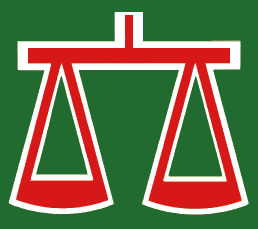
Logo partii

Demokratyczna Partia Odnowy (port. Partido Renovador Democrático, PRD) była portugalską partią polityczną, założoną w 1985 roku. Miała ona wówczas poparcie ówczesnego prezydenta António Ramalho Eanesa. Ugrupowanie to powołano w celu umoralnienia portugalskiego życia politycznego, miało ono charakter centrowy. Pierwszym przywódcą został Hermínio Martinho.
Krótko po założeniu, prezydent Eanes rozwiązał parlament, na skutek katastrofalnej polityki gospodarczej prowadzonej przez wielką koalicję Partii Socjalistycznej i Partii Socjaldemokratycznej. Podczas wyborów PRD uzyskała zaskakująco dobry wynik, otrzymując 18% głosów i 45 mandatów. Żadna z partii nie otrzymała bezwzględnej większości głosów, powstała więc koalicja pomiędzy Partią Socjaldemokratyczną a PRD.
Podczas lokalnych wyborów 1985 roku, partia otrzymała jednak tylko 5% głosów i kilka mandatów. W wyborach prezydenckich 1986 roku, PRD popierała Salgado Zenha, który cieszył się także poparciem Portugalskiej Partii Komunistycznej. Jednak kandydat ten nie wszedł nawet do drugiej tury.
W 1987 roku deputowani PRD wraz z komunistami i socjalistami poparli wniosek o wotum nieufności dla rządu Aníbala Cavaco Silvy (będącego premierem od 1985 r.). Podczas następnych wyborów ugrupowanie to odniosło klęskę, tracąc 38 z 45 swoich deputowanych. Doprowadziło to do rezygnacji Eanesa z przywództwa partyjnego (zastąpił on w międzyczasie na stanowisku lidera Martinho).
Przed wyborami do Parlamentu Europejskiego w 1989 roku, PRD zawarło porozumienie z socjalistami. Jeden z jej członków (Pedro Canavarro) został europosłem z listy Partii Socjalistycznej. W następnych wyborach parlamentarnych w 1991 roku, partia pod przywództwem Canavarro, nie dostała się do parlamentu.